# Canton de Neuilly-en-Thelle
Le canton de Neuilly-en-Thelle est une ancienne division administrative française située dans le département de l'Oise et la région Picardie.

## Géographie
Ce canton a été organisé autour de Neuilly-en-Thelle dans l'arrondissement de Senlis. Son altitude varie de 24 m (Boran-sur-Oise) à 193 m (Ully-Saint-Georges) pour une altitude moyenne de 70 m.

## Représentation

### conseillers généraux de 1833 à 2015
| Période         | Période                   | Identité                          | Étiquette                     | Qualité |
| --------------- | ------------------------- | --------------------------------- | ----------------------------- | --- |
| 1833            | 1848                      | Donatien Marquis                  | Opposition Droite             | Ancien capitaine d'artillerie Propriétaire, maire de Chambly (1849-1878) Député (1843-1849)                                                                          |
| 1848            | 1852                      | Charles César Coustant d'Yanville |                               | Avocat, garde du corps de Louis XVIII Conseiller référendaire à la Cour des Comptes Propriétaire à Cires-lès-Mello, conseiller d'arrondissement                      |
| 1852            | 1873 (décès)              | Charles Alfred Collinet           |                               | Maître de poste Maire de Puiseux-le-Hauberger |
| 1873            | 1910 (décès)              | Henri-Ferdinand Serrin            | Rad                           | Propriétaire Maire de Neuilly-en-Thelle |
| 1910            | 1923 (décès)              | Etienne Maurel de Lapomarède      | Rad                           | Docteur en médecine Maire de Chambly (1908 → 1923) |
| 1924            | 1928 (démission)          | Jules Séguélas                    | SFIO                          | Manœuvre, employé puis représentant de commerce Premier adjoint au Maire de Noyon                                                                                    |
| 1928            | 1934                      | Pierre Ruillier                   | SFIO puis PRS                 | Représentant en vins à Chantilly |
| 1934            | 1941 (démission d'office) | Jean Biondi                       | SFIO                          | Professeur Maire de Creil (1935 → 1941) Révoqué par le Gouvernement de Vichy                                                                                         |
|                 |                           |                                   |                               | |
| 1945            | 1950 (décès)              | Jean Biondi                       | SFIO                          | Professeur Maire de Creil (1935 → 1941 et 1945 → 1950) Sous Secrétaire-d'État (1946-1947) Secrétaire d'État (1947 → 1950) Président du Conseil Général (1945 → 1949) |
| 28 janvier 1951 | 1976                      | René Quentier                     | RPF puis RS puis UNR puis UDR | Notaire Député de l'Oise (1958 → 1976) Maire de Chambly (1969 → 1976)                                                                                                |
| 1976            | 1982                      | Georges Vogel                     | PCF                           | Maire de Puiseux-le-Hauberger (1957 → 1986) |
| 1982            | 1988                      | Raymond Roy                       | CNI                           | géomètre Maire de Neuilly-en-Thelle |
| 1988            | 2001                      | Michel Françaix                   | PS                            | Consultant en communication Député (1988 →1993 et 1997 → 2017) Maire de Chambly (1995 → 2013)                                                                        |
| 2001            | 2008                      | Cécile Brémard                    | DVD puis UMP                  | Attachée de direction Maire de Balagny-sur-Thérain (1995 → 2014) |
| 2008            | 2015                      | Gérard Auger                      | PS                            | Médecin Maire de Neuilly-en-Thelle (2001 → 2020) Elu en 2015 dans le Canton de Méru                                                                                  |

### Conseillers d'arrondissement (de 1833 à 1940)
| Période                                  | Période      | Identité                                  | Étiquette                    | Qualité |
| ---------------------------------------- | ------------ | ----------------------------------------- | ---------------------------- | --- |
| 1833                                     | 1845         | Pierre Alexandre Collinet (1779-1843)     |                              | Maitre de poste, cultivateur, maire de Puiseux                                                              |
| 1845                                     | 1848         | Charles César Coustant d'Yanville         |                              | Conseiller référendaire à la Cour des comptes, propriétaire à Cires-lès-Mello                               |
|                                          |              |                                           |                              | |
| 1871                                     | 1877         | Pierre Stanislas Labbé (1814-1893)        |                              | Médecin, maire de Cires-les-Mello                                                                           |
| 1877                                     | 1890 (décès) | Prosper Nicolas Émile Hochard (1833-1890) |                              | Fabricant de tabletterie à Ully-Saint-Georges                                                               |
| 1890                                     | 1901         | M. Charlier-Duraincy                      |                              | Propriétaire à Neuilly-en-Thelle                                                                            |
| 1901                                     |              | Léon Louis Rousseau                       |                              | Receveur des rentes, maire de Neuilly-en-Thelle                                                             |
|                                          |              |                                           |                              | |
| 1919                                     |              | Prince Alexandre Murat (1889-1926)        | Union nationale républicaine | Ingénieur des Arts et Manufactures, propriétaire du château de Chambly                                      |
|                                          |              |                                           |                              | |
|                                          | 1937         | Jules Delisle                             |                              | Adjoint au maire de Balagny-sur-Thérain                                                                     |
| 1937                                     | 1940         | Valère Clairville                         | SFIO                         | Maire de Chambly (1934-1940) Révoqué par le Gouvernement de Vichy                                           |
| 1940                                     |              |                                           |                              | Les conseils d'arrondissement ont été suspendus par la loi du 12 octobre 1940 et n'ont jamais été réactivés |
| Les données manquantes sont à compléter. |              |                                           |                              | |

## Composition
Le canton de Neuilly-en-Thelle a groupé 15 communes et a compté 29 256 habitants (recensement de 1999 sans doubles comptes).
| Communes             | Population (2012) | Code postal | Code Insee |
| -------------------- | ----------------- | ----------- | ---------- |
| Balagny-sur-Thérain  | 1 418             | 60250       | 60044      |
| Belle-Église         | 561               | 60540       | 60060      |
| Boran-sur-Oise       | 2 123             | 60820       | 60086      |
| Chambly              | 9 138             | 60230       | 60139      |
| Cires-lès-Mello      | 3 585             | 60660       | 60155      |
| Crouy-en-Thelle      | 988               | 60530       | 60185      |
| Dieudonné            | 836               | 60530       | 60197      |
| Ercuis               | 1 566             | 60530       | 60212      |
| Foulangues           | 167               | 60250       | 60249      |
| Fresnoy-en-Thelle    | 818               | 60530       | 60259      |
| Le Mesnil-en-Thelle  | 2 089             | 60530       | 60398      |
| Morangles            | 294               | 60530       | 60429      |
| Neuilly-en-Thelle    | 3 064             | 60530       | 60450      |
| Puiseux-le-Hauberger | 790               | 60540       | 60517      |
| Ully-Saint-Georges   | 1 819             | 60730       | 60651      |

## Démographie
| 1962   | 1968   | 1975   | 1982   | 1990   | 1999   | 2008   | 2009 |
| ------ | ------ | ------ | ------ | ------ | ------ | ------ | ---- |
| 15 032 | 15 977 | 17 948 | 22 035 | 26 072 | 29 256 | 29 922 | -    |